# Tortricidae
Super-famille
Famille
Les Tortricidae ou tortricidés sont une famille de lépidoptères (papillons), la seule famille de la super-famille des Tortricoidea.
Elle regroupe des papillons de petite taille (en général moins d'un cm) dont les chenilles sont phytophages.
Leur nom vient du fait que nombre de leurs chenilles ont l'habitude d'enrouler ou de tordre, à l'aide de fils de soie, les feuilles des plantes dont elles se nourrissent.
Décrite par Pierre André Latreille en 1803, cette famille est divisée en 755 genres pour 6 338 espèces. Nombre d'entre elles sont considérées comme ravageurs des cultures.

## Caractéristiques
On les reconnait à leurs ailes presque rectangulaires, dont une nervure de l'antérieure part du milieu de la cellule.

## Liste des sous-familles
- Chlidanotinae
- Tortricinae
- Olethreutinae

## Liste partielle des genres
- Acleris Hübner, 1825
- Ancylis Hübner, 1825
- Acroplectis Meyr., 1927
- Agapeta Hübner, 1822
- Aphelia Hübner, 1825
- Archepandemis Mutuura, 1978
- Archips Hubner, 1822
- Argyrotaenia Stephens, 1852
- Bactra Stephens, 1834
- Celypha Hübner, 1825
- Choristoneura Lederer, 1859
- Crocidosema Zeller, 1847
- Cnephasia
- Clysia
- Enarmonia Hübner, 1826
- Epiblema Hübner, 1825
- Grapholita Treitschke, 1829
- Hedya
- Lozotaenia Stephens, 1929
- Pandemis Hübner, 1825
- Piniphila
- Polychrosus
- Sparganothis
- Tortrix Linnaeus, 1758

## Principales espèces
- Agapeta
  - Agapeta hamana - euxanthie du chardon
- Archips
  - Archips podana - tordeuse de l'osier
- Clysia
  - Clysia amiulla - tordeuse de la vigne
- Cnephasia
  - Cnephasia pumicana - tordeuse des céréales
- Crocidosema
  - Crocidosema plebejana
- Cydia
  - Cydia pomonella - carpocapse du pommier
  - Cydia deshaisiana - carpocapse des euphorbiacées ou papillon du pois sauteur
- Enarmonia
  - Enarmonia formosana
- Epiblema
  - Epiblema uddmanniana
- Grapholita
  - Grapholita molesta - tordeuse orientale du pêcher
  - Grapholita funebrana (Cydia funebrana) - carpocapse du prunier
- Gypsonoma
  - Gypsonoma nitidulana
- Hedya
  - Hedya salicella
- Lozotaenia
  - Lozotaenia forsterana
- Piniphila
  - Piniphila bifasciana
- Polychrosus
  - Polychrosus botrana - ver de la grappe
- Sparganothis
  - Sparganothis pilleriana - pyrale de la vigne
- Tortrix
  - Tortrix viridana Linné - tordeuse verte du chêne